# The Girl with the Golden Hair
The Girl with the Golden Hair ist ein Mini-Musical aus dem Jahr 1977. Es wurde von Januar bis März 1977 im Rahmen der Welttournee der schwedischen Pop-Gruppe ABBA am Ende von jedem Konzert aufgeführt. Geschrieben wurde es von den beiden männlichen ABBA-Mitgliedern, den Produzenten und Komponisten Björn Ulvaeus und Benny Andersson. Der bekannteste Song dieses Musicals ist Thank You for the Music, der mit abgewandeltem Text zu einem von ABBAs berühmtesten Titeln wurde.

## Handlung
Das Musical handelt von einem schwedischen Mädchen, das seine Stadt verlässt, um sich im Show- und Musikbusiness als Sängerin zu etablieren. Als es jedoch so weit ist, stellt sie fest, wie wenig glorreich und glanzvoll die Welt der Prominenten ist; vielmehr ist sie nur eine Marionette ihrer Manager. Schließlich warnt sie uns vor blauäugigen Träumen von Ruhm und Reichtum. Dieses Mädchen spiegelt zum gewissen Teil die Geschichte der ABBA-Mitglieder wider.

## Musik

### Songs
- Thank You for the Music
- I Wonder (Departure)
- I'm a Marionette
- Get on the Carousel

### Veröffentlichungen
Thank You for the Music, I Wonder (Departure) und I’m a Marionette sind alle in teilweise veränderter Form auf dem Album ABBA – The Album zu finden und waren zudem B-Seiten der drei daraus ausgekoppelten Singles; I Wonder (Departure) sogar als Live-Aufnahme auf der B-Seite von The Name of the Game. 
Der letzte Song, Get on the Carousel, ist nie auf einer Platte erschienen und nur stark gekürzt im Film ABBA – The Movie zu hören. Das später auf ABBA – The Album erschienene Hole in Your Soul enthält jedoch einige Passagen von Get on the Carousel, das Andersson und Ulvaeus wegen „Nichtgefallens“ 1977 kurzerhand umschrieben. Ursprünglich war Get on the Carousel als Bonustrack geplant.